# Sutri
Sutri este o comună în Provincia Viterbo, Lazio din Italia. În 2011 avea o populație de 6.588 de locuitori.

## Demografie
Sutri - evoluția demografică

|  | Graficele sunt indisponibile din cauza unor probleme tehnice. Mai multe informații se găsesc la Phabricator și la wiki-ul MediaWiki. |

Date: Recensăminte sau birourile de statistică - grafică realizată de Wikipedia

## Personalități născute aici
- Eugenio Agneni (1816 - 1879), pictor.